# Eumelea duponchelii
Eumelea duponchelii är en fjärilsart som beskrevs av Xavier Montrouzier 1856. Eumelea duponchelii ingår i släktet Eumelea och familjen mätare. Inga underarter finns listade i Catalogue of Life.